# Antoniusspital Brieg

Das Herzogtum Brieg, 1736

Das Antoniusspital Brieg war eine Niederlassung des Antoniterordens (lateinisch Canonici Regulares Sancti Antonii, Ordenskürzel: CRSAnt) in Brieg im damaligen Herzogtum Brieg in Schlesien. Die Gründungszeit des Hauses ist nicht bekannt, die Existenz ist aber in den Jahren um 1314 belegt. Die Antoniter unterhielten in Brieg ein Hospital, das der Generalpräzeptorei Roßdorf bzw. später Höchst unterstellt war. In den 1530er Jahren löste sich die Niederlassung auf und wurde an den Herzog von Brieg verkauft.

## Lage
Das Spital lag ursprünglich an der Straße zur Oderbrücke bei Brieg, an der Ecke Zollgasse und Stadtmauer. Zum Hospital gehörte auch eine Kapelle, die dem Hl. Antonius geweiht war. Die Stelle vor der Brücke, aber noch innerhalb der Stadtmauern, an der Handelsstraße nach Namslau war sicher günstig für das Sammeln von Almosen. Diese Handelsstraße verlief damals aber über den Ring. 1508 kaufte der damalige Antoniterpräzeptor von Brieg ein anderes Haus hinter dem bisherigen Antoniterhof, das bis an die Stadtmauer reichte. Von den Gebäuden des Antoniusspitals haben sich keine äußerlich sichtbaren Reste erhalten.

## Geschichte

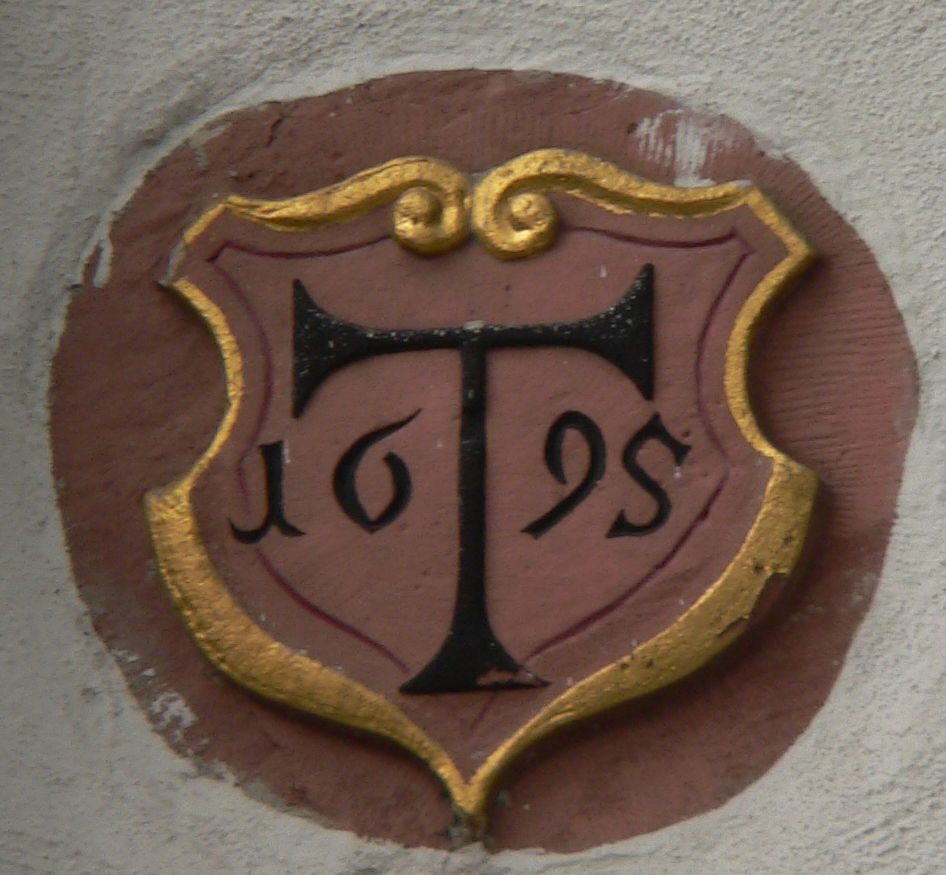
Antoniterkreuz an der Nordfassade des ehemaligen Antoniterklosters Höchst

Die Antoniter waren ursprünglich ein Krankenpflegeorden, der sich besonders der Pflege und Behandlung von Personen widmete, die am Antoniusfeuer erkrankt waren. Das Antoniusfeuer war eine im mittelalterlichen Europa weit verbreitete Krankheit, die durch den Verzehr von mutterkornbefallenem Getreide, besonders durch daraus hergestelltes Brot, verursacht wurde. Das Ordensemblem der Antoniter war das Antoniuskreuz in Form eines großen T mit keilförmig verdickten Querarmenden. Das Habit der Antoniter war ein schwarzes Chorkleid mit einem schwarzen Mantel und aufgenähtem hellblauem Antoniuskreuz. Das Stammkloster des Ordens, die Abtei Saint-Antoine-l’Abbaye, befindet sich in Saint-Antoine-l’Abbaye (Dépt. Isère, Frankreich). Der Abt von Saint-Antoine-l’Abbaye war zugleich der Vorsteher des Ordens, später in Valence ansässig, d. h. der gesamte Orden war quasi als ein großes Kloster mit vielen Niederlassungen organisiert. Die Vorsteher der Antoniusklöster wurden daher nicht Abt genannt, sondern Präzeptor, oder auch Magister/Meister. Im Heiligen Römischen Reich Deutscher Nation gab es im ausgehenden Mittelalter sechs Generalpräzeptoreien und etwa 41 Antoniterhäuser, die aber nicht alle eigenständige Präzeptoreien waren. Nach den Ordensstatuten von 1312 setzte sich der Antoniterorden aus Chorherren (Priesterbrüdern), die sich um die Pilger und geistliche Leitung der Kranken kümmerten, die Laienbrüder, die die Krankenpflege besorgten und den Konversen zusammen; sie verrichteten die einfachen Arbeiten.

### Das Herzogtum Brieg
1249 ging aus der ersten Teilung des von den Schlesischen Piasten regierten Herzogtums Schlesien das Herzogtum Breslau hervor. Das Herzogtum Brieg wurde dann 1311 vom Herzogtum Breslau abgeteilt und war bereits ab 1329 ein Lehen der Krone Böhmen. Unter Boleslaw III. wurde Brieg 1342 Residenzstadt. Im 15. und in der ersten Hälfte des 16. Jahrhunderts war Brieg allerdings nur noch Neben-Residenz der Herzöge, die meist in Liegnitz residierten. Erst 1547 wurde Brieg wieder ständige Residenzstadt.

### Die Herkunft der Brieger Antoniter
Nach Jan Majewski sollen die ersten Antoniter zwischen 1310 und 1319, wahrscheinlich um 1314 aus Böhmen nach Brieg gekommen sein. Der böhmische König Wenzel II. soll schon 1303 ein großer Förderer und Schutzherr der Antoniter gewesen sein. Heyne meint, dass sich die Spur der Antoniter in Brieg sogar bis in die Amtszeit (1292 bis 1301) des Breslauer Bischofs Johannes III. zurückverfolgen lässt. Es war das erste und auch einzige Antoniterkloster in Schlesien. Es ist vergleichsweise schlecht dokumentiert. Schon vor den Antoniter hatten sich der Johanniterorden, der 1280 das Patronat der Stadtpfarrkirche St. Nikolai erhalten hatte, und der Franziskanerorden in Brieg angesiedelt, deren Kloster 1285 bezeugt ist. 1336 folgten die Dominikaner mit einer Klostergründung, und 1368 wurde das Hedwigstift an der Hedwigskirche gegründet. Konflikte mit den anderen geistlichen Institutionen sind nicht bekannt.
Nach Jakob Rauch unterstand das Antoniterhaus in Brieg im Spätmittelalter der Präzeptorei Alzey und gehörte zur Generalpräzeptorei Höchst. Im Spätmittelalter war das Antoniusspital in Brieg eines von vier vom Antoniterkloster Alzey abhängigen Häusern (die drei anderen Häuser waren Hau: 1426–1535, Oppenheim: 1287–1551 und Mainz: 1332–1528). Dies lässt auch die Möglichkeit offen, dass die ersten Antoniter in Brieg aus den (deutlich älteren) Antoniterklöstern Alzey oder Roßdorf kamen (Roßdorf war das Vorgängerkloster der Generalpräzeptorei Höchst), zumal die Generalpräzeptorei Höchst deutlich weiter entfernt liegt (bzw. lag), als etwa die näher gelegenen, ebenfalls älteren Generalpräzeptoreien Grünberg in Oberhessen und Lichtenberg bei Prettin in Sachsen. Karl Eistert erwähnt die unterschiedlichen Herkunftstheorien, ohne eine Theorie eindeutig zu bevorzugen.

### Das Antoniusspital in Brieg
Die von Johann Heyne lapidar hingestellte Theorie, dass sich die Spur der Antoniter in Brieg bis in die Amtszeit des Breslauer Bischofs Johann III. Romka zurückverfolgen lässt, ist völlig ohne Beleg und muss daher zurückgewiesen werden.
Nach einer undatierten Urkunde aus dem Zeitraum 1310 bis 1319 gestattete der Breslauer Bischof Heinrich von Würben den Brüdern des Hospitals von St. Anton in Brieg auf Grund von päpstlichen Privilegien das Almosensammeln in seinem Bistum. Der Bischof nahm die Antoniter in seinen Schutz und erlaubte ihnen neben dem Almosensammeln auch das Predigen. Sie durften außerdem als besonderes Vorrecht einmal im Jahr in einer mit dem Kirchenbann belegten Stadt predigen. Die Almosensammler der Antoniter sollten dann auch Fälschern von bischöflichen Urkunden nachspüren und zu diesem Zwecke von jedermann unterstützt werden. Karl Eistert stellt zur Diskussion, dass die Antoniter auf Veranlassung dieses Breslauer Bischofs Heinrich von Würben nach Brieg kamen, denn dieser hielt sich längere Zeit am päpstlichen Hof in Avignon auf und könnte die Antoniter und ihr Wirken dort kennen gelernt haben.
Anfang des 14. Jahrhunderts prägte der Münzmeister der Stadt Brieg Denare (= Pfennige) mit dem Ordensemblem der Antoniter, dem Tau-förmigen Kreuz. Nach Eistert sollen diese Denare wahrscheinlich aus Anlass der Gründung des Antoniterhospitals geprägt worden sein.
1336 ist ein Antoniterbruder Hanco Zeuge in einem Rechts- und Kreditgeschäft der beiden Schulzen über die Scholtisei von Heidau bei Ohlau. Beide Schulzen waren wegen hoher Schulden gezwungen, ihre Scholtisei mit fünf Hufen Acker, acht Gärten und Kretscham, Gericht und Mühle entweder im Ganzen zu verkaufen oder zu verpfänden, um aus den „Schulden und Wucher bei den Juden“ herauszukommen. Der Dorfherr Bavorius, Herr von Odersteine und Heidau wollte von einem Verkauf nichts wissen. Er genehmigte aber eine Kreditaufnahme von drei Mark von den Breslauer Domvikaren gegen einen Jahreszins von einer Mark, was einem Jahreszins von 33 % entspricht! Der Zinssatz, den die jüdischen Kreditgeber verlangten, ist zwar nicht bekannt, aber ein Zinssatz von 33 % darf getrost auch als Wucher bezeichnet werden. Üblich waren damals meist um 10 %. Der Antoniterbruder Hanco war Pfarrer von Linden im Nachbardorf von Heidau.
Am 10. Februar 1345 erwarb Herzog Boleslaw III. von Brieg vom Meister des Hauses zu Brieg Bartholomaeus, gegen eine Zahlung von acht Mark polnischer Groschen und die Übertragung von zwei Hufen Landes in Garbendorf (auf dem rechten Oderufer in der Nähe von Brieg) sowie einem jährlichen Zins in Höhe von drei Maltern Gerste aus Peltschütz (bei Ohlau), das dem Antoniterhause gehörige, in Briegischdorf gelegene (heute in Brzeg aufgegangen) Allodialgut von drei Hufen mit allen Weinbergen, Gärten und sonstigen Anlagen.
König Johann von Böhmen bat 1346 Papst Clemens VI. um die Genehmigung dafür, dass er das Patronatsrecht der mit Seelsorge verbundenen Pfarrkirche zu Neumarkt (de Novoforo) in der Diözese Breslau, die gewöhnlich an einen Weltpriester verliehen wurde, nun dem (namentlich nicht genannten) magister und den fratres ordinis beati Anthonii abbatis et confessoris des Antoniterhauses Brieg in der Diözese Breslau übertragen habe. Die Besetzung der Pfarrstelle in Neumarkt mit einem Geistlichen des Antoniterordens solle mit der nächsten Vakanz eintreten. Später versah der ebenfalls in der Krankenpflege tätige Orden der Kreuzherren mit dem Roten Stern die Pfarrei in Neumarkt. Diese Bitte um Genehmigung wurde in Avignon erstaunlicherweise am 15. September 1346 verhandelt, 2½ Wochen nach dem Tod des Königs Johann in der Schlacht bei Crécy.
1369 löste Heynko Cunczmanni von Schreibendorf für 15 Mark die halbe Hufe in Garbendorf aus. Von dieser halben Hufe hatte ein gewisser Ortwin einen jährlichen Zins auf Lebenszeit erhalten, der nach seinem Tod an das Antoniterhaus in Brieg fallen sollte. Die Antoniter wurden nun mit Zustimmung ihres Meisters Reynhard mit zwei Mark abgefunden. Dieser Meister Reynhard erhielt am 10. Februar 1402 vom Breslauer Domkapitel aus Gnade das Dorf Grüningen auf Lebenszeit. Nach seinem Tod sollte es aber an das Domkapitel zurückfallen.
1372 vermachten die namentlich nicht genannte Witwe des Nicolaus Reichenstein und ihr Sohn von ihrem Landbesitz der Kirche St. Nikolaus zwei Mark und der „Heiligen Jungfrau“ (Frauenkirche) 1½ Mark, abgesichert auf ihrem Gehöft im Wert von 11¾ Mark. Der Dom (Hedwigskirche) erhielt einen Vierdung, die Dominikaner eine Mark, das Antoniusspital einen Vierdung, der „Hl. Lazarus“ (ein Leprosorium jenseits der Oder) eine halbe Mark, die Franziskaner zwei Mark und ihr Beichtvater Franczko eine Mark, und ein Bett und ein Kissen.
Herzog Ludwig I. vermachte 1396 testamentarisch der St. Antonius-Kapelle fünf Mark für ein Glasfenster.
1439 wurden die Beiträge der Präzeptoreien von der Generalpräzeptorei geschätzt. Das Antoniusspital in Brieg wurde mit 13 Gulden veranschlagt, der zweitniedrigste Beitrag der hier aufgelisteten 14 Präzeptoreien. Zum Vergleich: der Beitrag der Generalpräzeptorei Roßdorf wurde auf 105 Gulden festgesetzt.
Am 21. April 1494 entstand im Malzhaus des Johannes Gutterede im nordöstlichen Teile der Altstadt von Brieg ein Feuer, das rasch auf das Franziskanerkloster, die herzogliche Mühle und das Antoniusspital übergriff. Mit diesen größeren Gebäuden brannten auch 60 Bürgerhäuser nieder. Hospital und Klosterkirche der Antoniter wurden wieder aufgebaut.
Am 24. Februar 1508 bewilligte Goswinus von Orssoy, Generalpräzeptor des Antoniterordens in Deutschland, den Kauf eines Hauses durch den Präzeptor Gallus Sehusenn in Brieg, das dieser durch seinen Prokurator Herrn Johann Sachsendorff für 122 ungarische Gulden erworben hatte. Das Haus gehörte vormals dem nun verstorbenen Andres Vyweger und lag hinter dem Antonienhofe zu Brieg in der Fleischergasse an der Ecke der Qwerchgasse und reichte bis an die Stadtmauer. Der Kauf wurde auch durch den Herzog von Brieg und den Stadtrat gestattet. Von dem Haus und dem Garten dabei sollten jährlich drei Mark Zins an den Rat gezahlt werden, ansonsten sollte das Grundstück von allen Diensten und Leistungen befreit sein. Die Urkunde wurde in Lichtenberg ausgestellt.
In der Fastenzeit 1515 (das genaue Datum wird nicht angegeben) richtete ein schwerer Sturm große Verwüstungen in Brieg und Umgebung an. So wurden zahlreiche Scheunen und ein erst im Jahr zuvor vor den Mauern der Stadt erbauter Schafstall umgedrückt, viele Dächer abgedeckt, und in der Stadt, den Dörfern und im Wald viele Bäume entwurzelt. Das Dach des Dominikanerklosters wurde abgedeckt, und im Rathaus wurden Scheiben eingeworfen. Möglicherweise wurde auch die Mauer hinter dem Antoniterhaus in Mitleidenschaft gezogen. Nach dem 11. März 1515 wurde angefangen, die Mauer hinter dem Antonierhofe zu bauen. Allerdings mussten die Arbeiten pausieren, denn ein Teil der Mauer lag auf dem Grund der Antoniter. Die Antoniter sollten zuerst dort noch die Grundmauern legen. Anscheinend wurden die Arbeiten dann erst im Mai 1515 weitergeführt, und dann wieder eingestellt? Erst 1523 wird dann berichtet, dass das Stück Mauer hinter St. Anton neu aufgeführt und auf  „Schwiebbogen“ gemauert wurde, mit Zinnen und einem Türmchen mit den Zinnen.

### Der Konvent
Die spärlichen Urkunden enthalten zu keiner Zeit Zahlen zur Größe des Konvents. Im 14. Jahrhundert werden immerhin noch zwei Antoniterbrüder genannt, die als Pfarrer in Neumarkt und im Dorf Linden tätig waren. Mit dem Präzeptor in Brieg und vielleicht noch einigen Laienbrüdern im Antoniusspital, dürfte auch ein kleiner Konvent existiert haben. Im 15. und 16. wird immer nur der Meister des Hauses genannt. Grundstücksgeschäfte tätigte der Meister allein, ohne dass ein Konvent erwähnt wird.

### Das Antoniusspital in der Reformation und das Ende des Hauses
In einem Brief vom 4. September 1517 an Johann erwähnte Martin Luther, dass Magister Johannes der Antoniter, Lehrer in Brieg gestorben ist. Es handelt sich bei diesem Magister (Meister) um Johannes Gwaltherius/Walter Corvinus (Rabe), der bereits 1516 Präzeptor in Brieg war. Aufgrund der Wertschätzung durch Martin Luther ist davon auszugehen, dass er zur lutherischen Lehre übergetreten war. Leider waren keine Nachrichten darüber zu finden, ob die Präzeptorei in Brieg wieder vergeben wurde.
Unter Herzog Friedrich II. von Liegnitz und Brieg wurde in den Jahren 1524/25 die Reformation im Herzogtum Brieg eingeführt und durchgesetzt. Das Antoniterhaus in Brieg wurde vermutlich in den 1530er Jahren von Herzog Friedrich II. für 150 Gulden gekauft.
Am 5. September 1538 schenkte Herzog Friedrich seinem Hauptmann zu Brieg Wenzel Oppersdorf wegen dessen treuen Diensten das Antoniterhaus zu Brieg, „das der Herzog nach dem Aussterben der Antoniter“ von dem Orden gekauft hatte. Nach dieser Formulierung zu urteilen stand das Haus bereits einige Zeit vor dem Verkauf leer.
Nach dem Tod des Wenzel Oppersdorf fiel das Antoniterhaus wieder an den Herzog zurück. Es diente dann bis 1582 als herzogliche Rüstkammer und Münzkammer. Als Brieg 1591 von einer großen Überschwemmung durch die Oder betroffen war, wurden die Klosteranlagen stark beschädigt. Die danach nicht mehr genutzte Kirche stürzte am 26. April 1593 ein, nach Heyne soll „die große Kirche zu St. Anton“ dagegen 1595 „ohne Verletzung eines Menschen zusammengestürzt sein“. 1597 erlaubte Herzog Joachim Friedrich dem Rat der Stadt an der Stelle der zusammengestürzten Kirche ein Badehaus zu errichten, wie es bereits im Kloster existiert hatte. Das Badehaus wurde 1598 verkauft und war bis ins 19. Jahrhundert in Betrieb. 1821 wurde das Gebäude in eine Schule für die Armen umgewandelt.
.

## Präzeptoren bzw. Meister
| Amtszeit      | Prior | Sonstige Ämter und Anmerkungen                 |
| ------------- | --- | ---------------------------------------------- |
| 1331          | Raymond de Aeriis | Präzeptor von Polonia (= Brieg)                |
| 1345          | Bartholomäus | Meister des Hauses in Brieg                    |
| 1369 bis 1402 | Reynhard | Meister des Hauses in Brieg                    |
| bis 1411      | Johann Lonrad von Grünberg, Präzeptor in Brieg, wurde in diesem Jahr Koadjutor von Generalpräzeptor Lambertus in Grünberg, 1412 Nachfolger des Lambertus |                                                |
| ab 1411       | Petrus Gobelin de Siberg | Präzeptor in Brieg                             |
| 1447          | Friedrich | ?Präzeptor (Herr Fredrich Antonier zum Briege) |
| 1508          | Gallus Sehusenn | Präzeptor                                      |
| 1515          | Konrad Molitor | Präzeptor in Brieg                             |
| 1516 bis 1517 | Johannes Gwaltherius Corvinus († 1517) | Präzeptor in Brieg                             |